# Banksia prionotes
Espèce
Classification phylogénétique
Répartition géographique
Banksia prionotes est une espèce d'arbuste du genre Banksia australien et pouvant atteindre jusqu'à 10 m de hauteur. Il peut être beaucoup plus petit dans les zones mal adaptées à son développement ou dans le nord de son aire de répartition. Cette espèce a des feuilles dentelées, d'un vert terne et de grands épis de fleurs lumineuses, d'abord blanches, puis après ouverture complète d'un orange vif. L'arbre est une plante populaire dans les jardins et importante pour l'industrie des fleurs coupées.

## Description
Banksia prionotes est un arbre atteignant jusqu'à 10 m de hauteur dans les régions méridionales de son aire de distribution, mais dans les régions septentrionales, c'est généralement un arbre plus petit ou un arbuste propagation, pouvant atteindre au maximum environ 4 m de hauteur, il diminue de taille au fur et à mesure que le climat devient plus chaud et sec en allant vers le nord. Il a une écorce mince, gris chiné, ou rainuré, et de jeunes tiges tomenteuses. Ses feuilles alternes, d'un vert triste font 15 à 27 cm de long et 1 à 2 cm  de largeur, avec des bords dentés composés de lobes triangulaires, et souvent une surface ondulée,.
Les fleurs se groupent en un épi de fleurs typique des Banksia, une inflorescence composée de centaines de petites fleurs individuelles disposées autour d'un axe cylindrique. B. prionotes a des fleurs de couleur crème avec un limbe de couleur orange vif qui n'est pas révélé jusqu'à ce que la fleur s'ouvre complètement. Connu sous le nom de l'anthèse, ce processus parcourt l'inflorescence de bas en haut sur une période de quelques jours, créant l'impression d'une inflorescence de couleur crème qui devient progressivement orange vif. Les parties fanées de la fleur tombent après la fin de la floraison, révélant un axe qui peut porter jusqu'à 60 follicules enchâssés. Ces follicules, ovales ou oblongs et d'abord couverts de poils fins, font 14 à 20 mm de long et 6 à 11 mm de large et dépassent de 3 à 6 mm du cône. À l'intérieur, ils portent deux graines séparées par une cloison ligneuse brunâtre. Les graines, d'un noir mat, en forme de coin, mesurent 8 à 10 mm de long sur 5 à 6 mm de large avec une « aile membraneuse »,.
Le système radiculaire est constitué d'une racine principale pivotante et de jusqu'à dix racines latérales s'éloignant en couronne de la racine non-lignotubéreuse. La racine principale plonge vers le bas jusqu'à la nappe phréatique et peut atteindre jusqu'à 15 m de longueur si la nappe phréatique est à cette profondeur. Généralement de 3 à 5 cm de diamètre immédiatement au-dessous de la couronne de la racine, les racines deviennent progressivement plus fines avec la profondeur, et peuvent être inférieures à 0,5 cm de diamètre juste au-dessus de la nappe phréatique. En atteignant la nappe phréatique, les racines les plus profondes se transforment en un réseau de radicelles. Les racines latérales s'étalent horizontalement à partir de la base de la plante, à une profondeur de 3 à 10 cm. Elles peuvent s'éloigner à plus de 5 m de l'axe et peuvent porter des embranchements secondaires; les plus grosses racines latérales portent souvent des racines pivotantes auxiliaires. Les racines latérales forment à certaines saisons des radicelles secondaires qui se développent en tapis dense de racines protéoïdes, qui sont fonctionnelles pendant les mois humides avant de mourir au début de l'été,,.

## Répartition et habitat
Il est endémique du sud-ouest de l'Australie-Occidentale. Largement répandu, B. prionotes se trouve depuis la baie Shark (25° S) au nord, jusqu'à Kojonup (33 ° 50'S) au sud. Il pousse exclusivement dans les sols sableux et est généralement la plante dominante dans les garrigues ou les zones arbustives.

## Rôle écologique
Pollinisé par les oiseaux, il fournit de la nourriture à une vaste gamme de vertébrés et d'invertébrés à l'automne et en hiver. Il est une source importante de nourriture pour les Meliphagidae et est essentiel à leur survie dans la région d'Avon Wheatbelt, où il est la seule source de nectar à certaines périodes de l'année.

## Taxonomie
Banksia prionotes a été décrit pour la première fois en 1840 par le botaniste anglais John Lindley, probablement à partir de matériaux recueillis par James Drummond l'année précédente. Il n'y a pas de variétés connues, bien qu'on sache qu'il peut s'hybrider avec Banksia hookeriana.

## Galerie

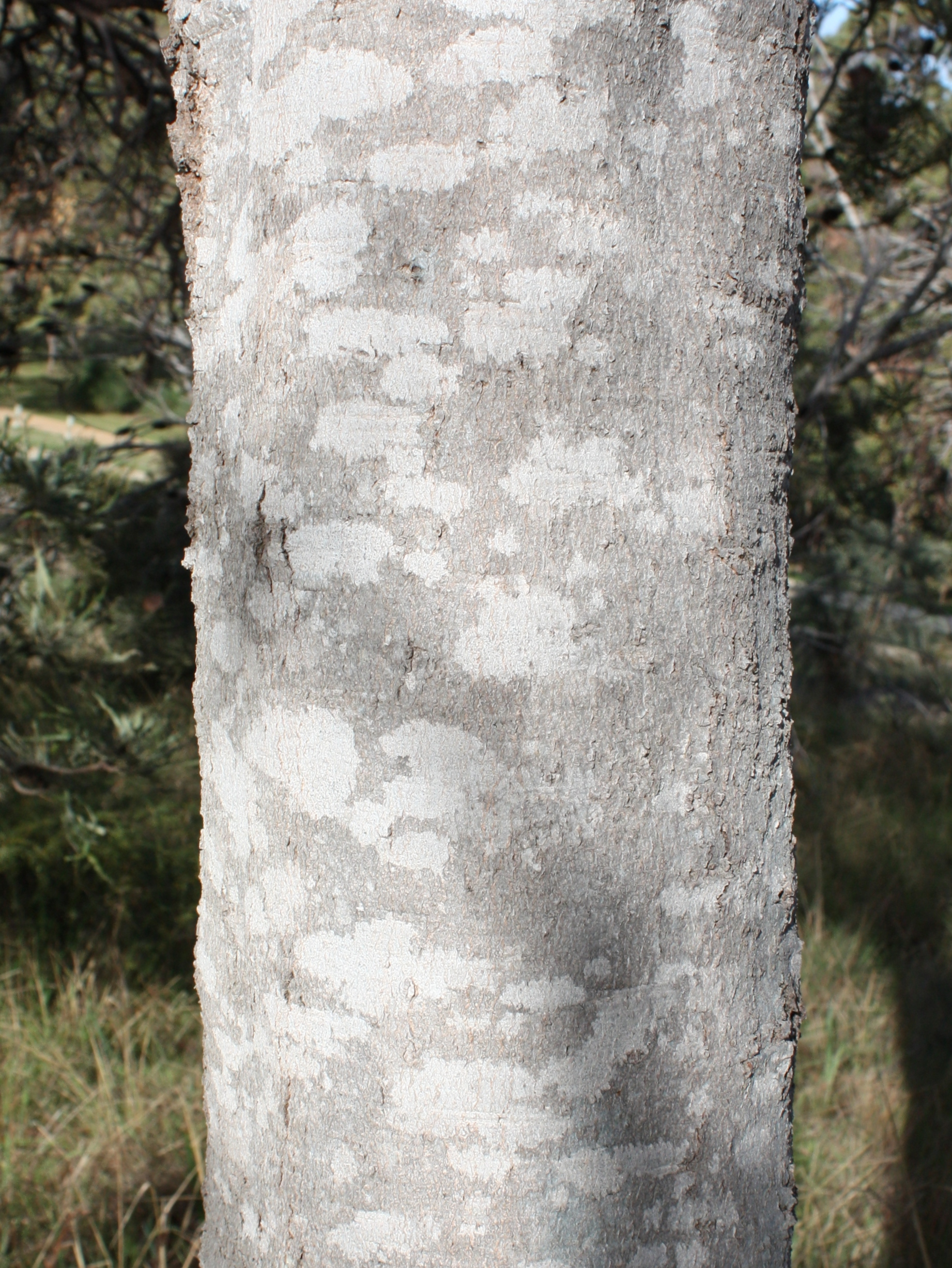
Tronc vu de près. L'écorce est parsemée de taches d'un gris très clair sur un arrière-fond légèrement plus foncé
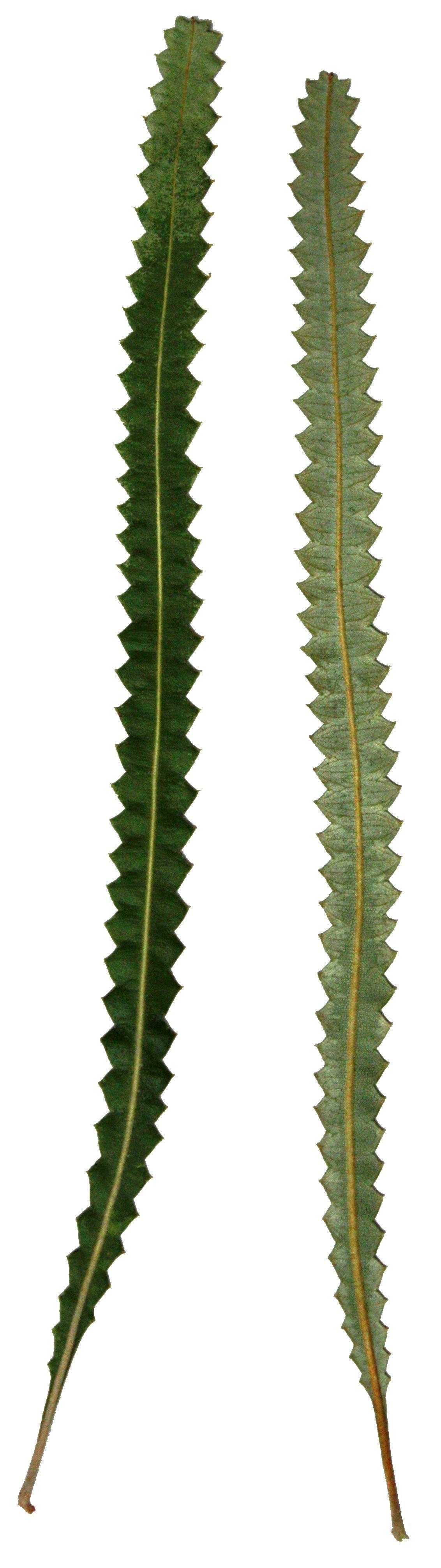
Feuilles : face supérieure à gauche et inférieure à droite
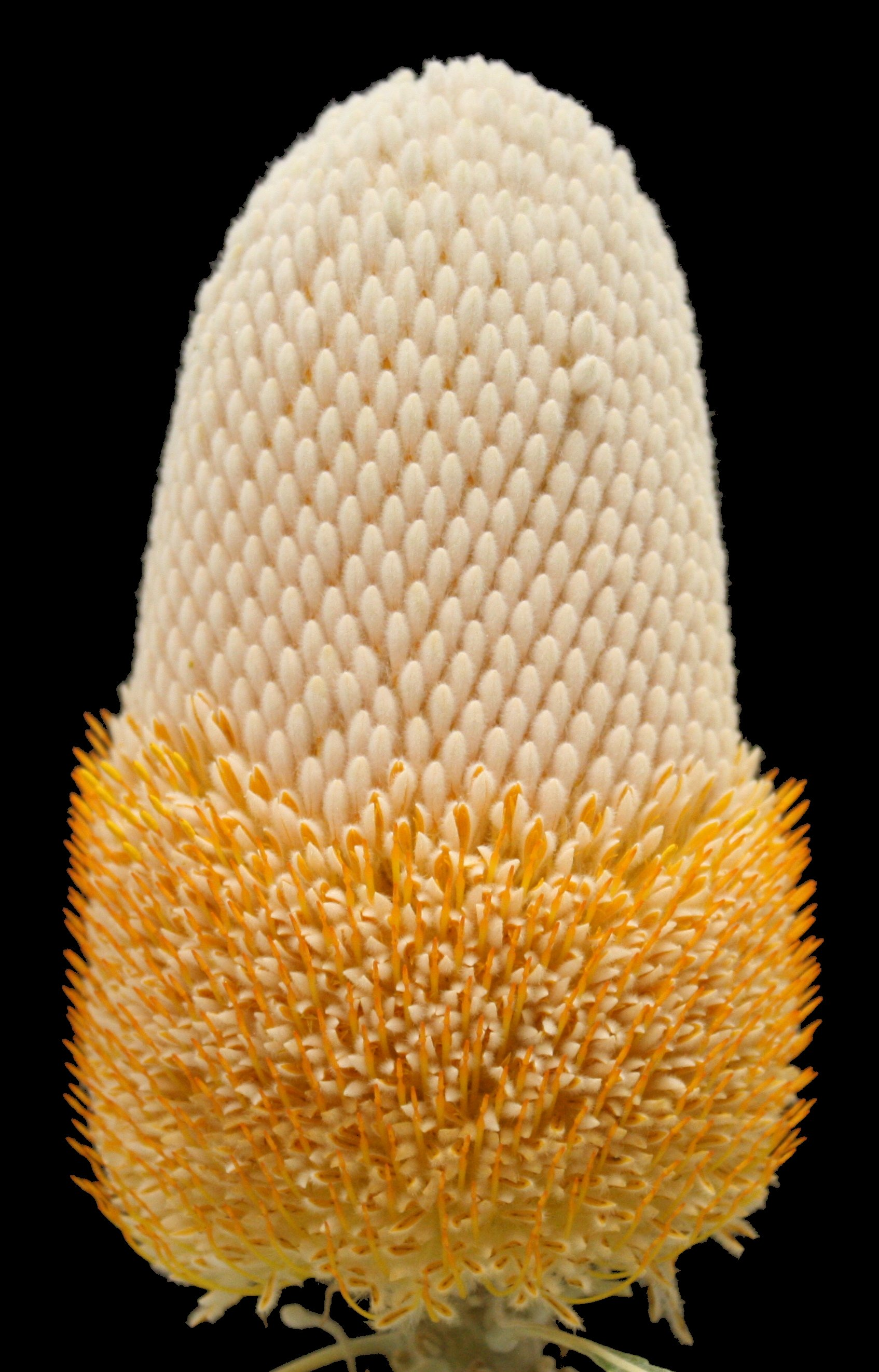
Une inflorescence. La partie supérieure est un dôme fait de bourgeons blanc laineux. La partie inférieure plus large est d'un orange brillant; elle est formée de styles et de limbes orange sur un arrière-fond blanc.